# Sciomesa betschi
Sciomesa betschi är en fjärilsart som beskrevs av Pierre E.L. Viette 1967. Sciomesa betschi ingår i släktet Sciomesa och familjen nattflyn. Inga underarter finns listade.